# Barleria solitaria
Barleria solitaria är en akantusväxtart som beskrevs av P. G. Meyer. Barleria solitaria ingår i släktet Barleria och familjen akantusväxter. Inga underarter finns listade i Catalogue of Life.